# Oberonia latifii
Oberonia latifii är en orkidéart som beskrevs av Johannes Jacobus Smith. Oberonia latifii ingår i släktet Oberonia och familjen orkidéer. Inga underarter finns listade i Catalogue of Life.